# Ostéopénie
 Mise en garde médicale
L'ostéopénie est une baisse de la densité de l'os. Il s'agit d'un état physiologique, précurseur de l'ostéoporose. On estime que jusqu'à 11 % de baisse de la densité osseuse, il s'agit d'ostéopénie, raréfaction osseuse, fragilisation du tissu osseux. Au-delà, il s'agit d'ostéoporose. L'ostéopénie est donc un état intermédiaire entre l'os normal et l'ostéoporose.
On mesure la densité minérale osseuse au moyen de l'absorptiométrie. C'est ce que l'on appelle l'ostéodensitométrie.
Les apports insuffisants en calcium, en vitamine D et en protéines aggravent l'ostéopénie, ainsi que le déficit de stimulation osseuse (exercice physique en charge et avec impact).